# جایی برای زندگی
جایی برای زندگی فیلمی به کارگردانی و نویسندگی محمد بزرگ‌نیا و تهیه‌کنندگی حسن بشکوفه محصول سال ۱۳۸۳ است.

## خلاصه داستان
این فیلم داستان خانواده بزرگ عیدی محمد است که با شروع جنگ تحمیلی از هم می‌پاشد و املاک آن‌ها به اشغال نیروهای دشمن در می‌آید. نبرد نهایی و تلاش برای آزادسازی منطقه برای هر کدام از افراد خانواده سرنوشت جدیدی را رقم می‌زند و…

## جشنواره‌ها
جشنواره و جوایز این فیلم به‌قرار زیر است:

### جشنواره فیلم فجر
فیلم جایی برای زندگی در بیست و سومین دوره جشنواره فیلم فجر دو بخش بهترین کارگردانی (جایزه ویژه هیئت داوران) (محمد بزرگ‌نیا) و بهترین جلوه‌های ویژه (نجف فتاحی) برنده سیمرغ بلورین مسابقات شده‌اند.
همچنین این فیلم در بخش‌های نقش اول مرد (عزت‌الله انتظامی)، بهترین فیلم‌نامه (محمد بزرگ‌نیا)، نقش دوم زن (هانیه توسلی)، بهترین فیلم‌برداری (حسین جعفریان) نیز کاندیدا مسابقات بوده است.

### جشن خانه سینما
فیلم جایی برای زندگی در نهمین دوره جشن خانه سینما (۱۳۸۴) در ۵ بخش بهترین کیفیت لابراتواری، بهترین صداگذاری، بهترین فیلمبرداری، بهترین طراحی صحنه و لباس و بهترین جلوه‌های ویژه کاندیدا مسابقات بوده است.

### جشنواره دفاع مقدس
همچنین این فیلم در دهمین دوره جشنواره دفاع مقدس (۱۳۸۴) حضور داشته است.